# Títulos nobiliarios de Portugal

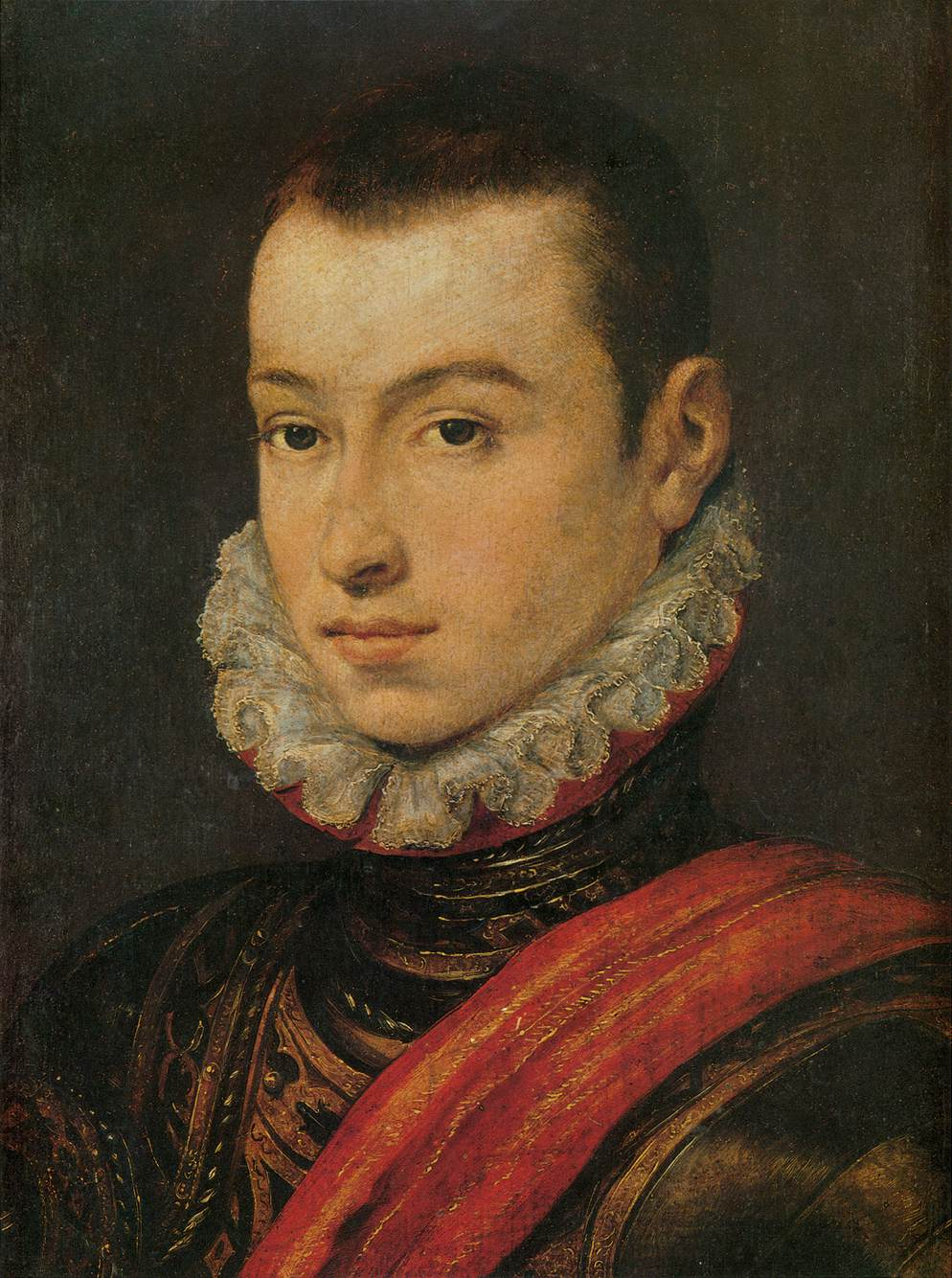
Joven noble portugués

La nobleza portuguesa era una clase social consagrada en las leyes del Reino de Portugal con privilegios, prerrogativas, obligaciones y reglamentos específicos. La nobleza se situaba inmediatamente después de la realeza y se subdividía a su vez en una serie de subcategorías que incluían la nobleza titulada y la nobleza de sangre en la cúspide y la nobleza cívica en la base, abarcando una proporción pequeña, pero no insignificante, de la ciudadanía portuguesa.
La nobleza era una clase social abierta y regulada. El acceso a la misma dependía del mérito de la familia o, más raramente, del individual y de la lealtad demostrada a la Corona, en la mayoría de los casos a lo largo de generaciones. El acceso formal era concedido por el monarca mediante cartas de ennoblecimiento y el estatus de una familia dentro de la clase noble estaba determinado por servicios continuados y significativos prestados a la Corona y al país. Vivir fuera de las leyes de la nobleza revocaba inmediatamente el estatus de un individuo y el de sus descendientes.
A diferencia de muchos otros países europeos, el poder en Portugal estaba efectivamente centralizado en la Corona, a pesar de los intentos de la nobleza en sentido contrario, sobre todo durante el reinado de Juan II, así como la capacidad de conferir la nobleza y otras distinciones, así como de rechazarlas.
Durante la monarquía portuguesa, además de disfrutar del estatus más privilegiado y del acceso a la Corte, los miembros de la nobleza, en particular la nobleza titulada, incluyendo a los principales jerarcas de la Iglesia católica, ocupaban los cargos más importantes del Estado: administrativos, judiciales, políticos y militares. Con las necesidades de un imperio global cada vez mayor y el auge del mercantilismo, y el crecimiento de la importancia de la clase mercantil, los privilegios se fueron ampliando cada vez más, erosionando el poder relativo que ostentaba especialmente la nobleza titulada, situación que se aceleró notablemente durante el reinado de José I, como resultado de la política de su primer ministro, el marqués de Pombal, él mismo recién elevado a las más altas esferas de la nobleza.
Con la Constitución portuguesa de 1822 y la introducción de una monarquía constitucional, se extinguieron todos los privilegios nobiliarios y la influencia de la nobleza tradicional disminuyó considerablemente. No obstante, la nobleza – hereditaria o no – continuó siendo reconocida por la ley como un estatus con ciertas prerrogativas, aunque puramente honoríficas, hasta el establecimiento de la República Portuguesa en 1910.
Los descendientes de los nobles hereditarios portugueses han seguido llevando los títulos y escudos de sus familias según las normas y reglamentos establecidos antes de la República, y actualmente sostenidos por el Instituto da Nobreza Portuguesa, cuyo presidente honorario es Eduardo Pío, duque de Braganza, cabeza de la Casa de Braganza y heredero del hipotético trono portugués.
En Portugal la posesión de un título de nobleza no supone, hoy en día, ningún privilegio, es sólo una distinción de carácter honorífico acompañada del tratamiento protocolario respectivo. Los títulos nobiliarios de Portugal son otorgados por el legítimo heredero de la Corona portuguesa, conocido por el título de duque de Braganza, el cual también sanciona cada una de las sucesiones en los mismos.

## Principales títulos de Portugal
- Duque (todos los duques son grandes de Portugal)

- Marqués (los hay grandes de Portugal y otros que no lo son)

- Conde (solo algunos son grandes de Portugal y tienen tratamiento protocolario especial)

- Vizconde (rara vez se encuentra este título como grande de Portugal)

- Barón (rara vez se encuentra este título como grande de Portugal)

- Señor (rarísima vez se encuentra este título como grande de Portugal)

### Ducados
- Ducados de Portugal

### Marquesados
- Marquesados de Portugal

### Condados
- Condados de Portugal

### Vizcondados
- Vizcondados de Portugal

### Baronías
- Baronías de Portugal

### Señoríos
- Señoríos de Portugal